# KV5
KV5 (acronim de la King's Valley 5) este unul dintre mormintele Egiptului Antic aflate în Valea Regilor. Acest mormânt a aparținut lui fiilor lui Ramses al II-lea.